# Трофимов, Владимир Вячеславович
Владимир Вячеславович Трофимов (1955—1979) — советский спортсмен (хоккей на траве).

## Карьера
В 1974—1979 годах играл в алма-атинском «Динамо».
Выпускник Казахского ГИФКа (1979).
В чемпионате СССР и России провёл 129 игр. Пятикратный чемпион СССР (1975—1979), серебряный призёр чемпионата СССР (1974).
Дважады включался в список 22 лучших хоккеистов года (1978—1979).
В сборной СССР в 1978-79 годах провёл 25 игр. Участник чемпионата Европы 1978 года. Победитель турнира «Дружба-1979».